# Edificio de la Administración Nacional de Puertos
El Edificio de la Administración Nacional de Puertos es la sede de la homónima autoridad portuaria de Uruguay que se encuentra en la capital de Uruguay, Montevideo.
El mismo se encuentra ubicado en la Ciudad Vieja sobre la Rambla 25 de agosto de 1825 y las calles Guaraní y Piedras.

## Características
El edificio fue construido en 1940 y estuvo a cargo de los arquitectos Beltrán Arbeleche  y Miguel Ángel Canale, quienes obtuvieron el segundo premio en un concurso público. El edificio de un total de 28 metros de altura y de siete pisos alberga las oficinas centrales de la Administración Nacional de Puertos  y tiene una superficie de 6.323 metros cuadrados. La arquitectura del moderno edificio está en un buen estado de conservación.